# Braggia columbiana
Braggia columbiana är en insektsart som beskrevs av Pike 2009. Braggia columbiana ingår i släktet Braggia och familjen långrörsbladlöss. Inga underarter finns listade i Catalogue of Life.